# Exécutif de la 7e législature de l'Assemblée d'Irlande du Nord
 (février 2024).
Si vous disposez d'ouvrages ou d'articles de référence ou si vous connaissez des sites web de qualité traitant du thème abordé ici, merci de compléter l'article en donnant les références utiles à sa vérifiabilité et en les liant à la section « Notes et références ».
Irlande du Nord
Exécutif de la 6e législature 
L'exécutif de la 7e législature de l'Assemblée d'Irlande du Nord (en anglais : Executive of the 7th Northern Ireland Assembly) est le 6e exécutif d'Irlande du Nord depuis le 3 février 2024, sous la 7e législature de l'Assemblée d'Irlande du Nord.
Il est conjointement dirigé par la nationaliste Michelle O'Neill et l'unioniste Emma Little-Pengelly, et formé après les élections législatives du 5 mai 2022. Il se compose de dix ministres et deux ministres juniors.
Gouvernement consociationaliste, il est donc constitué d'une coalition entre les nationalistes du Sinn Féin, les unionistes du Parti unioniste démocrate et du Parti unioniste d'Ulster et le Parti de l'Alliance d'Irlande du Nord.
Il succède à l'exécutif de la 6e législature, après deux ans de blocage des institutions nord-irlandaises.

## Historique

### Contexte
En tant que chef du plus grand parti de l'Assemblée, Michelle O'Neill du Sinn Féin est attendue comme la principale candidate au poste de Première ministre, le parti ayant le droit de faire la seule nomination au poste. Son élection reposerait sur l'accord du Parti unioniste démocrate de siéger à l'exécutif et de siéger à l'Assemblée, ce qui est remis en question depuis que l'ancien Premier ministre du parti, Paul Givan, a démissionné de son poste en février 2022, pour protester contre le protocole sur l'Irlande du Nord sur l'accord sur le Brexit, dont les unionistes se sont opposés à la mise en œuvre.
Jeffrey Donaldson, chef du DUP et député au Parlement pour la circonscription de Lagan Valley, obtient un poste de député dans la circonscription éponyme, devenant le choix présumé pour le poste de vice-Premier ministre, mais annonce qu'il revient à la direction du DUP de décider s'il prend cette fonction — et donc convoquerait une élection partielle pour son siège de Westminster —, ou de nommer un autre mandataire. Le 12 mai, la veille de la première journée de séance prévue de l'Assemblée, Donaldson annonce sa décision de rester en tant que député, et coopte officiellement l'ancienne député de Belfast South et membre de l'Assemblée de Belfast South, Emma Little-Pengelly, pour prendre son siège à l'Assemblée.
Le DUP refuse de se présenter à l'élection du président de l'Assemblée le 13 mai pour protester contre le protocole sur l'Irlande du Nord, de sorte que l'Assemblée ne peut poursuivre ses travaux, y compris la nomination d'un nouvel exécutif. Le Président et les ministres sortants de l'Assemblée précédente continuent à exercer leurs fonctions à titre intérimaire, permis par une nouvelle disposition introduite dans l'accord « Nouvelle décennie, nouvelle approche », cette disposition expire cependant en octobre 2022.
Le 30 janvier 2024, le chef du DUP, Jeffrey Donaldson, annonce que le DUP permettrait la formation des institutions à condition qu'une nouvelle législation soit adoptée par la Chambre des communes du Royaume-Uni.

## Composition
- Par rapport à l’Exécutif de la 6e législature, les nouveaux ministres sont indiqués en gras, ceux ayant changé d'attributions le sont en italique.

| Fonction                                                              | Titulaire | Titulaire                                                     | Parti    |
| --------------------------------------------------------------------- | --------- | ------------------------------------------------------------- | -------- |
| Première ministre                                                     |           | Michelle O'Neill                                              | SF       |
| Vice-Première ministre                                                |           | Emma Little-Pengelly                                          | DUP      |
| Ministre de l'Agriculture, de l'Environnement et des Affaires rurales |           | Andrew Muir                                                   | Alliance |
| Ministre des Communautés                                              |           | Gordon Lyons                                                  | DUP      |
| Ministre de l'Économie                                                |           | Conor Murphy Deirdre Hargey (par intérim du 08 au 28/05/2024) | SF       |
| Ministre de l'Éducation                                               |           | Paul Givan                                                    | DUP      |
| Ministre des Finances                                                 |           | Caoimhe Archibald                                             | SF       |
| Ministre de la Santé                                                  |           | Robin Swann (jusqu'au 28/05/2024) Mike Nesbitt                | UUP      |
| Ministre des Infrastructures                                          |           | John O'Dowd                                                   | SF       |
| Ministre de la Justice                                                |           | Naomi Long                                                    | Alliance |
| Participant aux réunions du cabinet                                   |           |                                                               |          |
| Ministre junior assistant la Première ministre                        |           | Aisling Reilly                                                | SF       |
| Ministre junior assistant la Vice-première ministre                   |           | Pam Cameron                                                   | DUP      |